# Clidemia ecuadorensis
Clidemia ecuadorensis är en tvåhjärtbladig växtart som beskrevs av Henry Allan Gleason. Clidemia ecuadorensis ingår i släktet Clidemia och familjen Melastomataceae. IUCN kategoriserar arten globalt som akut hotad.
Artens utbredningsområde är Ecuador. Inga underarter finns listade i Catalogue of Life.